# Autumn's Grey Solace
Pour les articles homonymes, voir Solace.
 (mai 2014).
Autumn's Grey Solace est un groupe d'heavenly voices (ou plus spécifiquement d'ethereal wave et de shoegazing) originaire de Floride. Il est formé de la vocaliste Erin Welton et du multi-instrumentiste Scott Ferrell. Ils ont réalisé cinq albums depuis 2002.

## Discographie
- Within the Depths of a Darkened Forest (2002)
- Over the Ocean (2004)
- Riverine (2005)
- Shades of Grey (2006)
- Ablaze (2008)
- Eifelian (2011)